# Minerve protégeant la paix de Mars
Minerve protégeant la Paix de Mars ou Paix et Guerre est un tableau de Pierre Paul Rubens. Il le réalisa à Londres entre 1629 et 1630, lors d'une mission diplomatique des Pays-Bas espagnols auprès de Charles Ier d'Angleterre. Il est conservé à la National Gallery de Londres.
Cette peinture mythologique montre Minerve (déesse de la guerre, de la sagesse et de l'artisanat) combattant Mars, avec une figure nue de la Paix au centre.